# Kukówka (wzniesienie)
Kukówka – wzniesienie o wysokości 206,3 m n.p.m. na Pojezierzu Drawskim, położone w woj. zachodniopomorskim, w powiecie drawskim, w gminie Czaplinek.
Wzniesienie znajduje się w Drawskim Parku Krajobrazowym oraz obszarze specjalnej ochrony ptaków "Ostoja Drawska".
Nazwę Kukówka wprowadzono urzędowo w 1950 roku, zastępując poprzednią niemiecką nazwę Kuck Berg.